# Lijst van spelers van Heracles Almelo
Dit is een lijst van voetballers die minimaal één officiële wedstrijd hebben gespeeld in het eerste elftal van de Nederlandse betaaldvoetbalclub Heracles Almelo, Heracles of Heracles '74.

## A
- Michiel Achterhoek
- Gor Agbaljan
- Rohat Agca
- Fahd Aktaou
- Carlo l'Ami
- Mohamed Amissi
- Rob Alflen
- Vernon Allatt
- Anmar Almubaraki
- Matthew Amoah
- Paul Amweg
- Samuel Armenteros
- Wolfram Arnthof
- Elroy Asmus
- Ibrahim Ates
- Denni Avdić
- Metin Aydin
- Ferhat Ayhan
- Ismail Azzaoui

## B
- Roland Baas
- Lukáš Bajer
- Navajo Bakboord
- Rob Bakhuis
- Sinan Bakış
- Jos Bakker
- Alexander Bannink
- Bennie Bartelink
- Bilal Başacıkoğlu
- Yasin Bayar
- Kåre Becker
- Hendrik van Beelen
- Jacco Beerthuizen
- Hans Bekkenutte
- Iliass Bel Hassani
- Joey Belterman
- Mimeirhel Benita
- André van Benthem
- René Berends
- Hans van de Berg
- Tim van de Berg
- Ricky van den Bergh
- Jan Besselink
- Nino Beukert
- Bert Beverdam
- Frank Bierhof
- Teun Bijleveld
- Diego Biseswar
- Janis Blaswich
- Bert Blauw
- Evert Bleuming
- Emmanuel Boakye
- Richard de Boer
- Renzo Bolk
- Peter Bonthuis
- Alex Booy
- Gerrit Borghuis
- Libbe van Borssum Waalkes
- Wiebe Bos
- Eddy Bosnar
- Hans Bossink
- Gino Bosz
- Dennis te Braak
- Johan Brakert
- Joop Brand
- René Brandes
- Jefta Bresser
- Tim Breukers
- Karim Bridji
- Dennis Brilhuis
- Gert van den Brink
- Hans ten Brink
- Bart Broeder
- Jan Bronkers
- Michael Brouwer
- Gerrit Brugmans
- Jordy Bruijn
- Thomas Bruns
- Koen Bucker
- Dario Van den Buijs
- Roel Buikema
- Stijn Bultman
- Delano Burgzorg
- Alex Burns
- Pim Butter

## C
- Ellery Cairo
- Jimmy Calderwood
- Scott Calderwood
- Denis Calincov
- Christol van Campenhout
- Geoffrey Castillion
- Bram Castro
- Henk ten Cate
- Sava-Arangel Čestić
- Larry Chimezie
- Martin Christensen
- Rigino Cicilia
- Jeremy Cijntje
- Nebil Çimen
- Marc De Clerck
- Wil Conrad
- Jonathan Constancia
- Rini Coolen
- George Cooper
- Ronald Corte
- John Corver
- Simon Cziommer
- Lennart Czyborra

## D
- Jan van Daal
- Björn Daelemans
- Herman van Dalen
- Adrián Dalmau
- Ronald Dams
- Roy Dannarag
- Brahim Darri
- Rob Das
- Jason Davidson
- Paul Davies
- Rudy Degenaar
- Joop den Dekker
- Ab Dekkers
- Jan Dekkers
- Marco van Delden
- Robert Demirel
- Cyriel Dessers
- Roeland Deuring
- Héritier Deyonge
- Darius Dhlomo
- Dennis van Dijk
- Geke van Dijk
- Leon van Dijk
- Michael Dikken
- Tjalling Dilling
- Bert-Jan Diphoorn
- Eduard Doeschotte
- Pavle Dolezar
- Issy ten Donkelaar
- Melvin Donleben
- Ger Donners
- Christian Dorda
- Dabney dos Santos
- Bas Dost
- Darl Douglas
- Jeroen Drenth
- Epi Drost
- Henk Drost
- Jesper Drost
- Alfons Droste
- Wout Droste
- Lerin Duarte
- Ton van Duiven
- Kenan Durmuşoğlu

## E
- Leeroy Echteld
- Mollo Eijer
- Marcel Elberse
- Tonnie Elferink
- Richard Elsinga
- Frits van der Elst
- Mark Engberink
- Mario Engels
- Zeki Erkılınç
- Jan Eshuis
- Roy Evers
- Everton

## F
- Noah Fadiga
- Renze Fij
- Herbert Finken
- Mark-Jan Fledderus
- Marcel Fleer
- Rob Friend
- Stef Fühler

## G
- Hans Galgenbeld
- Gonzalo Garcia Garcia
- Frank van der Geest
- Ruud Geestman
- Maurice Gijzen
- Tim Gilissen
- Paul Gladon
- Igor Gluščević
- Steve Goble
- Edwin Godee
- Serdar Gökkaya
- Jan Goossens
- Henk van Goozen
- Coen Gortemaker
- Robin Gosens
- Ninos Gouriye
- Nick de Graaf
- Ernesto Grave
- Roel Greving
- Ab Gritter
- Warry Grobben
- Rob Groener
- Hans Groot
- Gerry van Guine
- Edwin Gyasi

## H
- Herman den Haag
- Michel Haan
- Bé Hagenauw
- Benny Haghuis
- Juha Hakola
- Ype Hamming
- Jan Hammink
- Emil Hansson
- Eric-Jan van Hardeveld
- Jeff Hardeveld
- Chris Hartjes
- Menno Heerkes
- Marc Hegeman
- Sjouke van der Heide
- Wim van der Heide
- Antti Heinola
- Leo ter Heijne
- Peter Held
- Sergio Hellings
- Bert Hendriks
- Stef Hendriks
- Harrie Hentenaar
- Ben Hermsen
- Wim Hessing
- Bert-Jan Heupers
- Gilbert van der Heuvel
- Edwin Hilgerink
- Bart van Hintum
- Sota Hirayama
- Hartmut Höcher
- Marc Höcher
- Niels ten Hoeve
- Guus Hoevenberg
- Bernard Hofstede
- Jan-Willem van Holland
- Paul Holsgrove
- Marco Holster
- Rob Hondebrink
- Patrick Hondeveld
- Berry Hoogeveen
- Justin Hoogma
- Nico-Jan Hoogma
- Jizz Hornkamp
- Herman ter Horst
- Olivier ter Horst
- Jack van Hout
- Xander Houtkoop
- Ajdin Hrustić
- Kai Huisman
- Berry Huizing
- Hennie Huls
- Frans Hulshof
- André Hulshorst

## I
- Melih İbrahimoğlu
- Kees van Ierssel

## J
- Freek Jaarsma
- Peter Jackson
- Sebastian Jakubiak
- Gaby Jallo
- Robin Jalving
- Arend Jansen
- Rudy Jansen
- Tonnie Jansen
- Timo Jansink
- Paddy John
- Danny Jörns

## K
- Tom Kaak
- Daniël van Kaam
- Tarik Kada
- Henk Kalsbeek
- Jan Kamphuis
- Maikel Kampjes
- Achmed Kandhai
- Aleksei Kangaskolkka
- Serkan Karaali
- Suvat Karadag
- Wim Karreman
- René Keemers
- Brian De Keersmaecker
- Fabian de Keijzer
- Bob Kemna
- Paul Kerlin
- Jed Kerr
- Jan Kers
- Machiel van Keulen
- Richard Kienhorst
- Jan Kilkens
- Orestis Kiomourtzoglou
- Ragnar Klavan
- Ruben Klaver
- Alwin Klein Haarhuis
- Marijn de Kler
- Roberto Klomp
- Arno Knapen
- Alfred Knippenberg
- Koos Knoef
- Mats Knoester
- Gerard Kocks
- Peter Koelman
- Milano Koenders
- Olaf Kok
- René Kolmschot
- Joey Konings
- Dick Kooijman
- Manfred Korbl
- Werner Korndörfer
- Jos Korte
- Paul Krabbe
- Eric de Krijger
- Peter Krikhaar
- Johan Krol
- Rudi Krol
- Rob Krooshof
- Hendrie Krüzen
- Jan Kuipers
- Luka Kulenović
- André Kunst
- Ahmed Kutucu
- Brandley Kuwas

## L
- Frits van Laar
- Srdjan Lakic
- Hannes Lalopua
- Cor Lammerts
- Martin Langhenkel
- Nikolai Laursen
- Leo van der Leck
- Niels Leemhuis
- Kelvin Leerdam
- Niki Leferink
- Joop Leidekker
- Patrick van der Leij
- Jo Lempers
- Mateo Leš
- Erwin Leurink
- Albert Leussink
- Henk Leusenkamp
- Sascha Liebrand
- Bryan Limbombe
- Antoine van der Linden
- Bryan Linssen
- Brian van Loo
- Erwin Looms
- Mark Looms
- Mark van Losser
- John Lubbers
- Marco Luchtmeijer
- Frank Lukassen
- Ilija Lukić
- Kasper Lunding

## M
- Rob Maas
- Sherjill Mac-Donald
- Birger Maertens
- Sunday Manara
- Erik Manders
- Denis Mangafic
- Bennie Marcus
- Arnold Marshall
- Thabang Matabene
- Mauro Júnior
- Henk Meijer
- Rob Meijerink
- Jef Meinderink
- Henk Mellema
- Marcel Mentink
- Carlo Meppelink
- Alexander Merkel
- Ivan Mesík
- Eddy Metternich
- Stef Metternich
- Rudy Metz
- Kai Michalke
- Daryl van Mieghem
- Roy van der Mije
- Lorenzo Milani
- Dennis Milne
- Damon Mirani
- Steve Mokone
- Sylian Mokono
- Hans Mol
- Jamiro Monteiro
- John ter Mors
- Henk Morsink
- Herman Morsink
- Jan Morsink
- Michel Mossel
- Mohammed Mouhouti
- Bongile Mpampa
- Bob Mulder
- Eric Mulder
- Hans Mulder
- Dick Mulderij

## N
- Abdenego Nankishi
- Chika Nauta
- Jaroslav Navrátil
- Hennie van Nee
- Tom Nieboer
- Yoëll van Nieff
- Reuven Niemeijer
- Erwin Nieuwboer
- Jörg van Nieuwenhuijzen
- Hennie Nieuwenhuis
- René Nijhuis
- Bart Nijsink
- Mika Nurmela

## O
- Chiel Olde Keizer
- Peter van Ooijen
- Diego van Oorschot
- Harrie van Oosterhout
- Ron van Oosterom
- Harry Oosterwijk
- Christian van Ooyen
- Fredrik Oppegård
- Kalle Oranen
- Andrzej Ornoch
- Mohammed Osman
- Anas Ouahim
- Elias Oubella
- Alex Oude Wesselink
- John Oude Wesselink
- Rahim Ouédraogo
- Edwin Overmars
- Willie Overtoom

## P
- Bartek Pacuszka
- Dragan Paljić
- Remko Pasveer
- Ton Pattinama
- André Paus
- Elias Pech
- Luís Pedro
- Joey Pelupessy
- Bennie Pesman
- Gerrit Pesman
- Gerrit Pezij
- Kristoffer Peterson
- Martin Pieckenhagen
- Ferry Pirard
- Rik Platvoet
- Glynor Plet
- Suf Podgoreanu
- Rob Poell
- Hans Polko
- Robin Polley
- Bennie Poppe
- Tim Pothast
- Berry Powel
- Bert Prijs
- Robin Pröpper
- Dennis Purperhart

## Q
- Giacomo Quagliata
- Kwame Quansah

## R
- Dick Reekers
- Peter Reekers
- Barry Reijs
- Koen Reinerink
- Andrej Rendla
- Marco Rente
- Edward Reuser
- Ray Richardson
- Ben Rienstra
- Daan Rienstra
- Gerard van der Riet
- Cock Rijkens
- Richard Roelofsen
- Hans Roordink
- Ruben Roosken
- Henk van Rooij
- Yuri Rose
- Mikhail Rosheuvel
- Dennis Rosink
- Dick Rosink
- Maximilian Rossmann
- Mats Rots

## S
- Stephen Sama
- Giandro Sambo
- Ercan Sancar
- Manuel Sánchez Torres
- Mohamed Sankoh
- Antonio Satriano
- Mathias Schamp
- Bart Schenkeveld
- Sem Scheperman
- Henk Schepers
- Ruud Schepers
- Louis van Schijndel
- Robbert Schilder
- Frits Schipper
- Johan Scholten
- Lucas Schoofs
- Vojtěch Schulmeister
- Peter Schulte
- Joop Schuman
- Wim Schuman
- Resit Schuurman
- Qays Shayesteh
- Bas Sibum
- Kaj Sierhuis
- Elias Sierra
- Thijs Sluijter
- Jorg Smeets
- Jasper Smit
- Marnix Smit
- Frits Soetekouw
- Gerard Somer
- Sven Sonnenberg
- Lennart Speijer
- Luciën Spijkers
- Jan van Staa
- Theo Stangenberger
- Flip Stapper
- Hans Stapper
- John Stegeman
- Peter Stephan
- Gijs Steinmann
- Arend Steunenberg
- Sebastiaan Steur
- Jens Jurn Streutker
- Roy Stroeve
- Adrian Szöke

## T
- Juho Talvitie
- Gertjan Tamerus
- Stefaan Tanghe
- Oussama Tannane
- Dennis Telgenkamp
- Hans van Tellingen
- Nedat Tepavac
- Bert Theunissen
- Job ten Thije
- Sander Thomas
- Rachid Tibari
- Wim van Til
- Gerrit Timmer
- Phillip Tinney
- Eddy Titulaer
- Luca de la Torre
- Uriel Trustfull
- Johan Tukker
- Harry Tusveld

## U
- Han Unaola
- Mark Uth

## V
- Frans van der Veen
- Jaap van Veen
- Jan van der Veen
- Sietze Veen
- Renze Veenstra
- Marko Vejinović
- Arjan Veld
- Jeroen Veldmate
- Folkert Velten
- Jan Veneberg
- Richard Vennema
- Gertjan Verbeek
- Juno Verberne
- Sven Verhoeven
- Vincent Vermeij
- Arjan Vermeulen
- Benno Verschut
- Michel Veurink
- Marvin Viereck
- Klaas Vink
- Jeffrey de Visscher
- René de Visscher
- Peter Visser
- Gerrit Vissia
- Rai Vloet
- Jan de Voer
- Herman Voogtsgeerd
- Erik Voorde
- Herman Voshaar
- Hans Voskamp
- Alfons Vreeswijk
- Robert Vreijsen
- Herman Vrielink
- Remon de Vries
- Richard de Vries
- Dario Vujičević

## W
- Stef Walbeek
- Hans Wanders
- Wilfried Wanschers
- Roy Wantia
- Marco Waslander
- Peter van de Water
- Silvester van der Water
- Ulrich Watson
- Ben Weber
- Gino Weber
- Sander Weenk
- Geon Weering
- Wout Weghorst
- Lasse Wehmeyer
- Michel Weiss
- Alex Wesselink
- Jan Westenberg
- Gert Westerhof
- Bob Westra
- Jannes Wieckhoff
- Mike te Wierik
- Ben Wigger
- Mark Wiggers
- Marc Wijnreder
- Jetro Willems
- Jan van de Wint
- Paul Woesthuis
- Patrick Wolbers
- Jan Wolters
- Wolthuis
- Stephano Wooding
- Dries Wuytens
- Jan Wuytens

## Y
- Gulek Yanik
- Johannes Yarbug
- Melek Yarbug

## Z
- Jan Žambůrek
- Shiloh 't Zand
- Harm Zeinstra
- Ramon Zomer
- Edin Zukić
- Bert Zuurman